# Ныдыб
Ныдыб (устар. Надыб, устар. Надыс) — река в России, протекает в Республике Коми. Устье реки находится в 406 км по правому берегу реки Сысола. Длина реки составляет 82 км. Берёт начало при слиянии реки Ближний Ныдыбец и реки Дальний Ныдыбец.

## Притоки (км от устья)
- 25 км: ручей Пелез
- 32 км: река Узь
- 33 км: река Черемиска
- 37 км: река Турунья
- 44 км: река Неа
- 53 км: река Мень
- 65 км: река Боровой Ныдыбец
- река Дальнаяя Чуковая (лв)[2]
- река Белая (пр)[2]
- река Ближняя Чуковая (лв)[2]
- 82 км: река Ближний Ныдыбец (лв)[2]
- 82 км: река Дальний Ныдыбец (пр)[2]

## Данные водного реестра
По данным государственного водного реестра России относится к Двинско-Печорскому бассейновому округу, водохозяйственный участок реки — Вычегда от истока до города Сыктывкар, речной подбассейн реки — Вычегда. Речной бассейн реки — Северная Двина.
По данным геоинформационной системы водохозяйственного районирования территории РФ, подготовленной Федеральным агентством водных ресурсов:
- Код водного объекта в государственном водном реестре — 03020200112103000018624
- Код по гидрологической изученности (ГИ) — 103001862
- Код бассейна — 03.02.02.001
- Номер тома по ГИ — 03
- Выпуск по ГИ — 0